# راینهولت هینترمایر
راینهولت هینترمایر (آلمانی: Reinhold Hintermaier؛ زادهٔ ۱۴ فوریهٔ ۱۹۵۶) بازیکن سابق و مربی فوتبال اهل اتریش است.
از باشگاه‌هایی که در آن بازی کرده‌است می‌توان به باشگاه فوتبال آینتراخت برانشوایگ، باشگاه فوتبال نورنبرگ، و باشگاه فوتبال زاربروکن اشاره کرد.
وی همچنین در تیم ملی فوتبال اتریش بازی کرده‌است.